# Поспільство
1. У містах Західної та Правобережної України у XV—XVIII століттях середня верства міського населення, мешканці, які володіли певним майном у місті і мали права міщан, але тією чи іншою мірою витіснялися патриціатом з органів міського самоврядування (ради й лави). Іноді під поспільством розуміють міську громаду, всіх повноправних громадян міста.[1]
2. в Україні до народно-визвольної війни 1648—1654 pp. та в перші роки після неї — назва міщан і селян; згодом — назва селянства, а також взагалі народу, народних мас, простого люду; простолюд. Усякому своє: козакам — шабля, вам — безмін та терези, а поспільству — плуг да борона (П. Куліш);
3. те саме, що посполиті (селяни)
4. Трудовий народ, селянство.